# Busenwurth
Busenwurth – miejscowość i gmina w Niemczech, w kraju związkowym Szlezwik-Holsztyn, w powiecie Dithmarschen, wchodzi w skład urzędu Mitteldithmarschen. Dzielnice gminy to: Busenwurth, Wolfenbüttel, Busenwurtherdeich.